# Crossoglossa nanegalensis
Crossoglossa nanegalensis är en orkidéart som beskrevs av Dodson. Crossoglossa nanegalensis ingår i släktet Crossoglossa, och familjen orkidéer. Inga underarter finns listade i Catalogue of Life.